# Ziemia kujawska

Klemens VI, papież, w sprawie zwrotu Polsce ziemi kujawskiej i dobrzyńskiej przez zakon krzyżacki. - dokument z 1342 roku.

Ziemia kujawska (łac. Terra Cuiaviensis) – polska jednostka terytorialna w średniowieczu.

## Historia
W 1138 r. ziemia kujawska wraz z Mazowszem stały się dzielnicą Bolesława IV Kędzierzawego. Po nim ziemię tę posiadał jego syn Konrad I mazowiecki, który z kolei w 1236 r. nadał ją Kazimierzowi I kujawskiemu.
Ziemia kujawska w okresie rozbicia dzielnicowego ulegała podziałom między książętami, przez co obszar ten w XIV wieku podzielono na dwa województwa: brzeskokujawskie i inowrocławskie (początkowo zwane gniewkowskim).